# VV Fortuna in het seizoen 1965/66
Het seizoen 1965/1966 was het 11e jaar in het bestaan van de Vlaardingense betaaldvoetbalclub Fortuna. De club kwam uit in de Tweede divisie B en eindigde daarin op de 11e plaats. Tevens deed de club mee aan het toernooi om de KNVB beker, hierin werd de club in de groepsfase uitgeschakeld.

## Wedstrijdstatistieken

### Tweede divisie B
|       | Baronie | FC Den Bosch/BVV | D.F.C. | EDO   | Excelsior | Haarlem | Helmondia '55 | Hermes DVS | Limburgia | NOAD  | RCH   | Roda JC | SVV   | Wilhelmina |
| ----- | ------- | ---------------- | ------ | ----- | --------- | ------- | ------------- | ---------- | --------- | ----- | ----- | ------- | ----- | ---------- |
| Thuis | 3 – 2   | 0 – 0            | 0 – 2  | 4 – 1 | 3 – 0     | 1 – 1   | 2 – 0         | 2 – 0      | 1 – 1     | 1 – 2 | 3 – 2 | 0 – 2   | 2 – 1 | 1 – 1      |
| Uit   | 2 – 1   | 2 – 2            | 1 – 0  | 2 – 1 | 3 – 3     | 3 – 2   | 3 – 1         | 0 – 0      | 1 – 0     | 4 – 2 | 3 – 0 | 0 – 0   | 7 – 0 | 2 – 1      |

### KNVB beker
| Groepsfase                                           | ADO                                                                    | 4 – 1 (2 – 1) | Fortuna                               |
| 19 september 1965 Plaats: Den Haag Zuiderparkstadion | Frans van der Graaf 8' Aad Mansveld 18' (pen.) Piet van Miert 65', 89' |               | 12' (e.d.) Lambert Maassen            |
| Groepsfase                                           | Fortuna                                                                | 2 – 3 (1 – 1) | DHC                                   |
| 7 november 1965 Plaats: Vlaardingen Floreslaan       | Kees Blankenstein 34' Cees Doesburg                                    |               | 7' Eddy Blok 75', 82' Sjaak Roggeveen |
| Groepsfase                                           | Holland Sport                                                          | 1 – 1 (1 – 0) | Fortuna                               |
| 22 december 1965 Plaats: Den Haag Houtrust           | Jan de Letter                                                          |               | 75' Kees Blankenstein                 |

## Statistieken Fortuna 1965/1966

### Eindstand Fortuna in de Nederlandse Tweede divisie B 1965 / 1966
| Stand | Gespeeld | Gewonnen | Gelijk | Verloren | Punten | Doelpunten voor | Doelpunten tegen |
| ----- | -------- | -------- | ------ | -------- | ------ | --------------- | ---------------- |
| 11e   | 28       | 7        | 8      | 13       | 22     | 36              | 48               |

### Topscorers
| #              | Naam                   | Goal |
| -------------- | ---------------------- | ---- |
| 1.             | Maarten van der Zwan   | 11   |
| 2.             | Ed Verweel             | 7    |
| 3.             | Arie Don               | 5    |
| 4.             | Cees Doesburg          | 3    |
| 5.             | Kees Blankenstein      | 2    |
| 5.             | Jan Jungerius          | 2    |
| 7.             | Jan van de Borden      | 1    |
| 7.             | Luc Dumont             | 1    |
| 7.             | Frans de Graaf         | 1    |
| 7.             | Paul Kuipers           | 1    |
| 7.             | Ger Pijl               | 1    |
| Eigen doelpunt |                        |      |
| 1.             | Piet Vaes (Wilhelmina) | 1    |
| Totaal         | Totaal                 | 36   |

| #              | Naam                  | Goal |
| -------------- | --------------------- | ---- |
| 1.             | Kees Blankenstein     | 2    |
| 2.             | Cees Doesburg         | 1    |
| Eigen doelpunt |                       |      |
| 1.             | Lambert Maassen (ADO) | 1    |
| Totaal         | Totaal                | 4    |